# Costularia laxa
Costularia laxa är en halvgräsart som beskrevs av Henri Chermezon. Costularia laxa ingår i släktet Costularia, och familjen halvgräs.
Artens utbredningsområde är Madagaskar. Inga underarter finns listade i Catalogue of Life.